# アレーナ・ルブリン
アレーナ・ルブリンは、ポーランドのルブリンにあるサッカー専用スタジアム。

## 概要
2012年12月にスタジアムの建設が開始された。2014年9月21日に開場、10月9日に最初の試合となるU-21サッカーポーランド代表とU-21サッカーイタリア代表の試合が行われ、ポーランド代表が2-1で勝利した。13,850人が試合を観戦した。
2017年6月に開催されたUEFA U-21欧州選手権2017の試合会場の一つとして使用された。スタジアムの最多入場者数試合記録は、2017年6月16日に行われたU-21欧州選手権2017のポーランド代表対スロバキア代表の試合で14,911人が入場した。